# ズデネェック・セプレハ
ズデネェック・セプレハ（Zdeněk Ceplecha、1929年1月27日 - 2009年12月4日）はチェコの天文学者。太陽系内の小天体（小惑星、隕石）の研究を行った。
プラハのプラハ・カレル大学で博士号を得た。1959年、プシーブラム隕石を調査し、隕石の正確な軌道を世界で初めて割り出した。
1968年から1971年の間はアメリカ合衆国のスミソニアン研究所で研究をおこなっている。ヨーロッパ火球ネットワークを設立した。
1980年には小惑星(2198)セプレハに命名された。